# Eleutheromycella
Eleutheromycella is een monotypisch geslacht van schimmels behorend tot de familie Helicogoniaceae. Het bevat alleen Eleutheromycella mycophila.